# Fundación Museo Jorge Oteiza
La Fundación Museo Jorge Oteiza (en euskera: Jorge Oteiza Fundazio Museoa) es una institución cultural privada de servicio público, financiada por el Gobierno de Navarra. Se inauguró el 8 de mayo de 2003 como espacio donde albergar la obra del escultor Jorge Oteiza cedida a Navarra en 1992.

## El edificio
El edificio está diseñado por el arquitecto navarro Francisco Javier Sáenz de Oiza. Está construido y se articula con la vivienda original del artista (definido este espacio ahora como Casa-taller).

## La colección
El museo cuenta con una colección de 1.690 esculturas, entre obras definitivas y modelos. Entre ellas cabe destacar una de las obras más significativas, que solamente puede verse en el museo es el Laboratorio Experimental, compendio de unos 2.000 estudios desarrollados durante su etapa experimental agrupada en el Laboratorio Experimental de los años cincuenta y el Laboratorio de Tizas de 1972. Asimismo, el centro cuenta con el legado teórico de Oteiza, por un lado su biblioteca personal del artista con cerca de 5.000 libros y su legado documental compuesto por escritos, cartas, fotografías, dibujos... etc. El centro cuenta un centro de estudios destinado a investigar y divulgar la labor creadora e investigadora de Oteiza, realizando numerosas publicaciones de estudios sobre su obra.
La colección permanente muestra la evolución de Oteiza, tanto en su experimentación con diversos materiales, como la diversa temática que le interesaba.

## Patronato de la Fundación
En enero de 2020, Jaione Apalategui sucedió a Rafael Moneo al frente de la Fundación Oteiza. El patronato de dicha Fundación está integrado por: Jaione Apalategui (presidenta del Patronato), Ignacio Apezteguía, Rebeca Esnaola, José Ángel Irigarai, Jesús Mari Lazkano, Rafael Moneo (que fue presidente de la Fundación desde el 23 de marzo de 2014 hasta el 14 de enero de 2020), Xabier Morrás, Marisa Sanz de Oiza, Juan Antonio Urbeltz, Begoña Urrutia y Miguel Zugaza.

## Exposiciones
- Palazuelo. París, 13 rue Saint-Jacques (1948-1968). Comisario. Alfonso de la Torre. 2011
- Forma, signo y realidad. Escultura española 1900-1935. Comisario. Carmen Fernández Aparicio. 2010
- La sombra de Oteiza en el arte español de los años cincuenta. Comisario. Alfonso de la Torre. 2009
- Derivas de la geometría. Razón y orden en la abstracción española, 1950-1975. Comisario. Mariano Navarro. 2009
- Oteiza. Laboratorio Experimental. Comisario. Angel Bados. 2008
- Una capilla en el Camino de Santiago. Energía, paisaje y laberinto. Oiza, Oteiza y Romaní, 1954. Comisario. Franciso Javier Sáenz Guerra. 2008
- Sao Paulo, 1957. Comisario. Javier Manzanos. 2007
- Oteiza. Laboratorio de papeles. Comisario. Francisco Javier San Martín. 2007
- Oteiza. La ruptura del círculo. Medallas. 2006
- Piedra en el paisaje. Oteiza-Vallet, Agiña-Lesaka. 1956-59. Comisario. Guillermo Zuaznabar. 2005